# Cornus (Aveyron)
Cornus település Franciaországban, Aveyron megyében. Lakosainak száma 513 fő (2022. január 1.). Cornus Le Clapier, La Couvertoirade, Fondamente, Saint-Beaulize, Sainte-Eulalie-de-Cernon, Les Rives és Romiguières községekkel határos.

## Népesség
A település népességének változása:
| Lakosok száma | 513  | 434  | 345  | 493  | 505  | 515  | 524  | 513  | 514  | 513  |
|               | 1968 | 1982 | 1990 | 2006 | 2013 | 2015 | 2017 | 2019 | 2020 | 2022 |